# Cheumatopsyche leleupi
Cheumatopsyche leleupi är en nattsländeart som beskrevs av G. Marlier 1961. Cheumatopsyche leleupi ingår i släktet Cheumatopsyche och familjen ryssjenattsländor. Inga underarter finns listade i Catalogue of Life.